# Sarah Huckabee Sanders
Ne doit pas être confondu avec Sarah Sanders (actrice).
Pour les articles homonymes, voir Sanders.
Sarah Huckabee Sanders, née le 13 août 1982 à Hope (Arkansas), est une femme politique américaine. Membre du Parti républicain, elle est porte-parole de la Maison-Blanche du 21 juillet 2017 au 30 juin 2019 sous la première présidence de Donald Trump. Elle est gouverneure de l'Arkansas depuis le 10 janvier 2023.

## Biographie
Fille de Mike Huckabee, gouverneur de l'Arkansas de 1996 à 2007 et candidat à la présidence des États-Unis lors des primaires républicaines de 2008 et 2016, Sarah Huckabee Sanders est directrice de la campagne de son père en 2016.

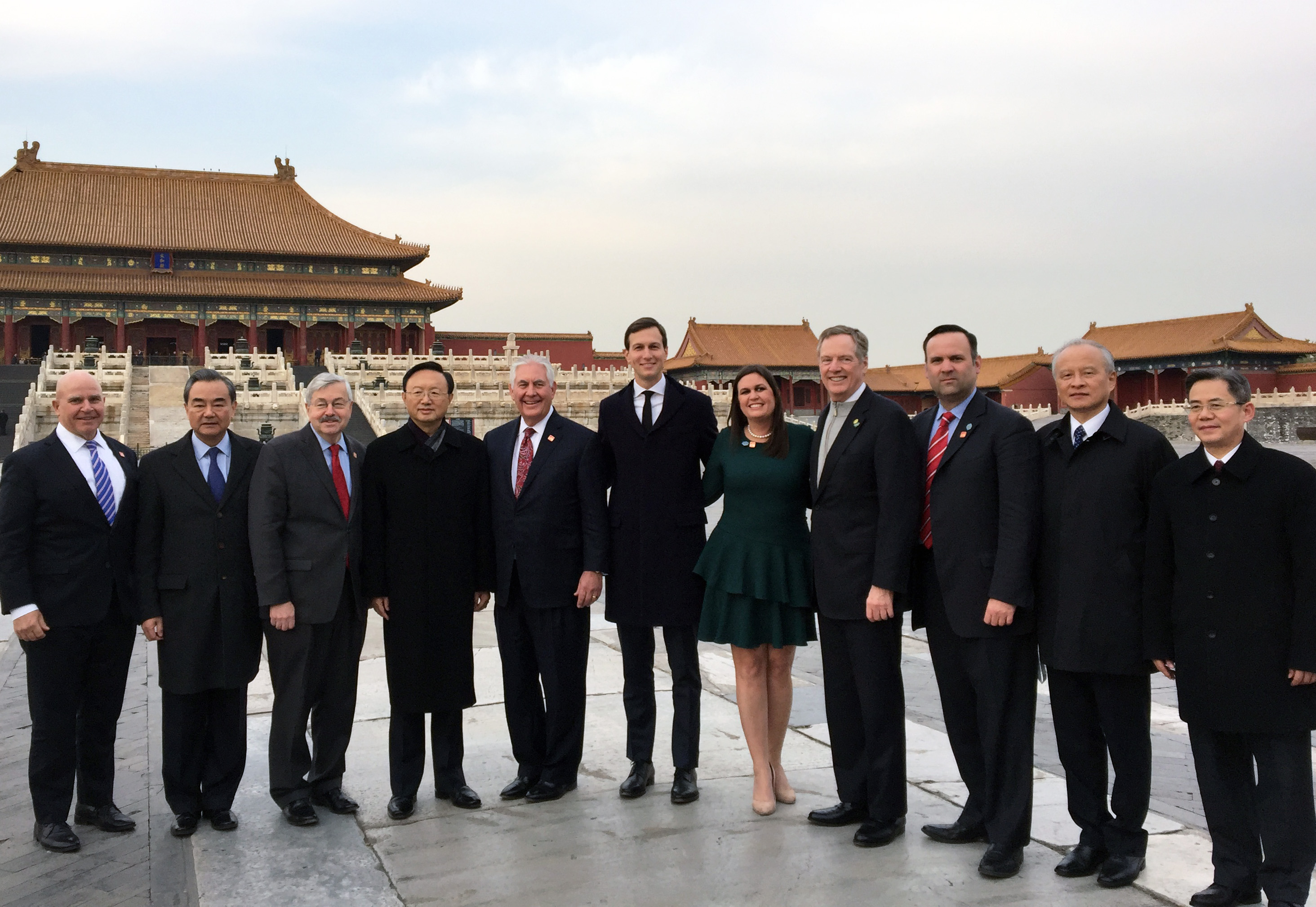
Sarah Huckabee Sanders avec Rex Tillerson, Jared Kushner et Wang Yi à Pékin (2017).

Elle est nommée porte-parole de la Maison-Blanche le 21 juillet 2017, en remplacement de Sean Spicer, démissionnaire. Elle quitte ses fonctions le 30 juin 2019, laissant le poste à Stephanie Grisham.
Elle devient ensuite consultante pour Fox News. Elle annonce en janvier 2021 sa candidature au poste de gouverneur de l'Arkansas.
Le 8 novembre 2022, elle est élue à cette fonction, la première femme dans l'histoire de cet État. Elle prête serment le 10 janvier 2023.
Elle fait adopter une loi en 2023 pour faciliter le travail des enfants, faisant de l'Arkansas le premier État à contourner la législation de 1938 sur le travail des enfants.